# 나일 디마코
나일 디마코(Nyle DiMarco, 1989년 5월 8일 ~ )는 미국의 모델이다. 청각 장애인으로, 청각 장애 활동가로도 활동하고 있다. 2015년 《도전! 슈퍼모델 시즌 22》의 우승자이자 이 시리즈의 첫 청각 장애인 우승자이다. 2016년에는 《댄싱 위드 더 스타 시즌 22》에 파트너 페타 머개트로이드와 함께 우승하였다.